# Laetamur admodum
Mit der Enzyklika Laetamur admodum von Papst Pius XII. erfolgte am 1. November 1956 ein erneuter Friedensaufruf des Papstes. Dieses Rundschreiben ist eine Exhortatio und ein Aufruf zum „Gebet für den Frieden in Polen, Ungarn und im Nahen Osten“.

## Polen und Ungarn
Mit großer Freude hob Pius XII. hervor, dass Kardinal Stefan Wyszyński Primas von Polen und Kardinal József  Mindszenty von Ungarn, nach längerer Zeit der Inhaftierung, in ihren Ländern rehabilitiert wurden und ihr Hirtenamt wieder wahrnehmen könnten. Der Papst brachte seine Hoffnung zum Ausdruck, dass durch diese Ereignisse, in diesen beiden Ländern, der Frieden einkehren werde. Er appellierte an alle Katholiken dieser Länder, sich für ihre Oberhirten einzusetzen und die Friedensbemühungen zu unterstützen.

## Naher Osten
Mit großer Sorge wandte er sich dem Nahostkonflikt zu und rief die Parteien zu Verhandlungen auf. Alle rechtmäßigen Anrechte der Parteien müssten berücksichtigt werden und die Empfehlungen der Vereinten Nationen sollten umgesetzt werden. Er betonte den Schutz der „Heiligen Stätten“ und forderte eine Lösung zur Flüchtlingsfrage. Er stellte fest, dass Krieg nicht zu einer dauerhaften Lösung führen werde und beklagte das Blutvergießen und die Zerstörung der Orte. Er rief die Regierenden auf, die Kämpfe einzustellen und für eine gerechte Lösung einzutreten.